# Rocklin
Rocklin je město ve Spojených státech amerických. Nachází se v okrese Placer County ve státě Kalifornie. Ve městě žije přibližně 72 tisíc obyvatel a jeho rozloha činí 50,7 km². Leží asi 10 kilometrů severovýchodně od Roseville a 35 kilometrů od Sacramenta. Sousedí mj. s městem Loomis. Ve městě mají svůj kampus vysoké školy Jessup University (soukromá) a Sierra College (veřejná).